# جیم هاتن
دانا جیم هاتن (انگلیسی: Jim Hutton؛ ۳۱ مهٔ ۱۹۳۴ – ۲ ژوئن ۱۹۷۹) یک هنرپیشه اهل ایالات متحده آمریکا بود. وی بین سال‌های ۱۹۵۸ تا ۱۹۷۹ میلادی فعالیت می‌کرد.